# Ann Wilson
Ann Wilson (San Diego, California; 19 de junio de 1950) es una cantante y compositora estadounidense, histórica líder del grupo de rock Heart.
Conocida por sus habilidades operísticas (con un registro vocal de soprano lírica), Wilson ha sido miembro de Heart desde principios de la década de 1970, junto a su hermana menor, Nancy, conformando la primera banda de hard rock liderada por mujeres. Con Heart, Wilson lanzó numerosos álbumes en los años setenta, ochenta y noventa de renombrado éxito, como Dreamboat Annie (1975), Little Queen (1977), Heart (1985), Bad Animals (1987), Brigade (1990), y sencillos como «Magic Man», «Crazy on You», «Barracuda», «Alone», «These Dreams» o «All I Wanna Do Is Make Love to You». Heart ha vendido más de 35 millones de discos en todo el mundo y ha colocado álbumes entre los 10 mejores en el Billboard 200 en las décadas de 1970, 1980, 1990 y 2010.
Considerada una de los «Mejores vocalistas de heavy metal de todos los tiempos» por la revista Hit Parader, Ann Wilson fue incluida en el Salón de la Fama del Rock and Roll y en el Paseo de la Fama de Hollywood como miembro de Heart.

## Biografía
Tuvo una formación musical clásica, su padre un oficial de la marina estadounidense, era un gran aficionado a la ópera y a la buena música popular y siempre se escuchó en casa en su niñez a Judy Garland, Ray Charles, Frank Sinatra, Peggy Lee y otros grandes artistas. Por el trabajo de su progenitor vivieron en diferentes ciudades como Seattle, Washington D. C. o países como Panamá, pero nunca faltaba un buen disco para alentar su pasión musical que se acrecentaba en su adolescencia, sobre todo el rock and roll.
Junto con su hermana Nancy Wilson, formaron la legendaria banda Heart en 1973. Ann se destacó desde el principio en el canto y la composición, pero también toca la guitarra y bajo. Heart grabó su primer álbum Dreamboat Annie en Vancouver en 1975. Fue lanzado en los Estados Unidos en 1976, y "Magic Man" se convirtió en el primer éxito Top 10 de la banda en los Estados Unidos, alcanzando el puesto número 9 en el Billboard Hot 100, mientras que "Crazy on You" alcanzó el número 35. Ambas canciones fueron coescritas por Ann y Nancy Wilson. En 1977 apareció Little Queen y en 1978 Dog & Butterfly. Durante la década de 1980 y 1990, cosecharían otros éxitos como "What About Love" (1985), "Never" (1985), "These Dreams" (1986), "Alone" (1987) y "All I Wanna Do Is Make Love to You" (1990).
Las hermanas Wilson abrieron un estudio de grabación, Bad Animals, en Seattle a mediados de la década de 1990. Formaron una banda paralela, The Lovemongers, e interpretaron la canción de Led Zeppelin The Battle of Evermore en la banda sonora de 1992 de la película Singles de Cameron Crowe (entonces esposo de Nancy), y luego lanzaron un EP de cuatro canciones. El álbum debut de The Lovemongers, Whirlygig, fue lanzado en 1997.
Además de su carrera en Heart, Ann ha mantenido una carrera como solista. Su primer álbum en solitario, Hope & Glory, fue lanzado el 11 de septiembre de 2007. Hope & Glory cuenta con colaboraciones especiales de Elton John, k.d. lang, Alison Krauss, Gretchen Wilson, Shawn Colvin, Rufus Wainwright, Wynonna Judd y Deana Carter. Nancy Wilson también contribuyó. Se lanzaron tres sencillos del proyecto: "Little Problems, Little Lies", "Isolation" y una versión de "Immigrant Song" de Led Zeppelin.
En 2009, Ann y Nancy fueron homenajeadas con el prestigioso premio ASCAP Founders Award durante su 26º Premio Anual de Música Pop. El 22 de noviembre de 2012, Wilson cantó un arreglo original de "The Star-Spangled Banner", acompañado por la Orquesta Sinfónica de Dallas, al comienzo del partido de fútbol del Día de Acción de Gracias entre los Dallas Cowboys y los Washington Redskins.
Las hermanas Wilson actuaron en el Kennedy Center en homenaje a Led Zeppelin, el 2 de diciembre de 2012. En el evento estuvieron presentes los tres miembros vivos de Led Zeppelin, Robert Plant, Jimmy Page y John Paul Jones. Las Wilson interpretaron una épica versión de "Stairway To Heaven", respaldadas por una orquesta y un coro, con el baterista Jason Bonham (hijo del baterista de Led Zeppelin, John Bonham).
En 2012, la banda obtuvo una estrella en el Paseo de la Fama de Hollywood y al año siguiente fue incluida en el Salón de la Fama del Rock and Roll por Chris Cornell, quien habló con emoción sobre los héroes y modelos a seguir que Ann y Nancy Wilson habían sido para él y otros músicos en Seattle, y dijo: "Para mí, y para muchos otros hombres y mujeres, se han ganado, por fin, su lugar que le corresponde en el Salón de la Fama del Rock and Roll".
En 2014, la banda lanzó otro álbum en vivo, Fanatic Live from Caesar's Colosseum, que alcanzó el puesto número 13 en la lista de álbumes Top Hard Rock de Billboard. Al año siguiente, Wilson anunció una gira en solitario, The Ann Wilson Thing, que comenzó el 21 de septiembre. Heart lanzó su siguiente álbum Beautiful Broken el 8 de julio de 2016, que alcanzó el número 9 en la lista de álbumes de rock de Billboard y el número 30 en la lista de álbumes más vendidos de Billboard. Inmediatamente después del lanzamiento del nuevo álbum, la banda se embarcó en el Rock Hall Three for All, una gira por los Estados Unidos con Joan Jett y Cheap Trick.
El 12 de octubre de 2017, se estrenó el primer largometraje de Wilson, Ann Wilson: In Focus. Contó con una entrevista íntima realizada en su casa por Criss Cain junto con 20 interpretaciones completas de canciones en vivo de la parada de la gira Ann Wilson en Wilmington, Carolina del Norte, en marzo de ese año.
En 2018, Wilson lanzó otro álbum en solitario, Immortal, un conjunto de canciones que rinden homenaje a las influencias y amigos. En febrero de 2019, las hermanas Wilson anunciaron una nueva gira en el verano Love Alive. Un mes después, las hermanas aparecieron en el concierto benéfico Love Rocks NYC.
En mayo de 2021, Wilson anunció sus primeras fechas desde la pandemia de COVID-19 con la mini gira Rite of June. Al año siguiente, publicó un nuevo álbum en solitario, Fierce Bliss.

## Discografía en solitario
- Hope & Glory (2007)
- Immortal (2018)
- Fierce Bliss (2022)

## Discografía conHeart
- Dreamboat Annie (1975)
- Magazine (1977)
- Little Queen (1977)
- Dog and Butterfly (1978)
- Bébé le Strange (1980)
- Private Audition (1982)
- Passionworks (1983)
- Heart (1985)
- Bad Animals (1987)
- Brigade (1990)
- Desire Walks On (1993)
- Heart Presents a Lovemongers' Christmas (2001)
- Jupiters Darling (2004)
- Red Velvet Car (2010)
- Fanatic (2012)
- Beautiful Broken (2016)